# 2018年九龍巴士薪酬調整工潮
2018年九龍巴士薪酬調整工潮是在2018年2月開始，由大埔公路雙層巴士翻側事故所引發一連串的勞資糾紛，曝露九龍巴士車長薪酬制度不公及工會結構混亂問題。
女車長葉蔚琳因不滿新推出的薪酬計算調整方案未能滿足2004年6月後入職員工需要，組織「月薪車長大聯盟」抗議方案，更於短短數天內發起罷駛。縱使罷駛行動並未引起多數車長響應，未能起向資方施壓之效，但「野貓式」工業行動成功引起媒體及社會關注。
事件中，九巴多次拒絕承認少數工會及將罷駛的車長解僱，導致勞資雙方關係破裂，管理層多次嘗試補救以圖緩和局勢。

## 背景
近年香港發生多宗嚴重巴士意外，均導致人命傷亡，巴士車長的工作環境和薪酬待遇頓時受各界關注。其中導致19人死亡的大埔公路雙層巴士翻側事故發生後，九巴在工會壓力下暫停各兼職車長職務，使員工之間的內部矛盾浮現。正當兼職車長爭取復工時，月薪制車長亦對新方案的不滿而引發另一波爭議。
九巴為改善全職員工的薪酬待遇，在2月21日宣佈「優化」的薪酬計算調整方案，主要將月薪制車長的安全駕駛及良好服務獎勵金納入底薪，使底薪增至每月15,365港元。而構成薪酬另一部分的超時補水則以每小時計算：新底薪除以240乘1.5，以增加每小時超時補水金額。有關方案在汽車交通運輸業總工會九巴分會（香港工會聯合會屬會）單方面與九巴達成協議後，於3月1日起生效。該會副主席黎兆聰當日出席會議後表示，加薪方案料有逾8,400名車長受惠，若車長加班至少兩小時，工資加幅接近三成，期望可吸引更多新人入行；同時新方案令車長毋須擔心獎金因交通意外或乘客投訴而被扣除。
對於不同時期入職的車長，新方案後薪酬計算方法亦有所不同。2004年6月後入職的月薪車長包括底薪、安全駕駛及良好服務獎勵金及超時補水，不設雙糧。調整方案後，僅將獎勵金包含在底薪內，只增加超時補水，若車長以8小時更份計算，未有受惠。

## 早期過程

### 組織聯盟 發起罷駛
入職九巴4年，未有加入任何工會的月薪車長葉蔚琳對有關薪酬調整方案大表不滿，在巴士總站閒聊時決定與同僚開設「月薪車長大聯盟」WhatsApp及Facebook群組，讓同僚互吐苦水。兩群組成立僅數日，已分別吸引260及1,900名成員加入。葉在群內同僚推舉及九巴僱員工會（其中一個未獲資方承認，但已向政府註冊的工會）主席郭志誠邀請下，成為月薪車長大聯盟的發言人，為未獲九巴承認的工會發聲，並隨即聯同僱員工會約50名員工在2月23日前往九龍灣車廠辦公室外高叫口號抗議。郭志誠認為，汽總工會與九巴私下達成協議，未能有效反映業界意願，要求九巴與工會對話。另有職工內部通訊群組發起「安全行車運動」，惟並未獲得其他職工響應。
2月24日下午5時，月薪車長大聯盟召集人葉蔚琳在兩名夜更車長陪同下，在其駕駛的234X線灣景花園巴士總站會見傳媒，號召車長於當晚8時起罷駛半小時，期間將巴士打死火燈停車，響號10秒後停駛。葉隨後以WhatsApp通知其他車長，指資方態度太強硬，呼籲其他車長將行動升級，延長罷駛時間至午夜12時。九巴隨即發表內部通告，呼籲車長緊守崗位，致力為「港大市民」（當為「廣大市民」的誤寫）服務，並警告違反工作指引的員工將被嚴厲處分。部分社交媒體陸續提醒市民，部份九巴路線班次將受到影響。
獲九巴承認的兩大工會－－汽總九巴分會及九巴職工總會隨即呼籲會員如常執行職務；有「9A狀元車長」之稱的九巴業務發展經理梁領彥，下午在個人facebook帳戶發帖，不點名批評罷駛車長為爭取加薪將意外扯上關係是「發死人財」，並質疑加薪後是否避免交通意外發生。網民批評梁領彥言論是為高層護航，轟梁是自製公關災難。

### 罷駛行動 正式開始
葉蔚琳於晚上8時，在傳媒及九巴僱員工會成員陪同下，將其駕駛的234X線Enviro500 MMC（車隊編號：ATENU574、車牌號碼：TM523）停在麼地道巴士總站出口，關掉引擎。宣佈罷駛行動開始，九巴一區總車務督察隨即登上巴士，稱按公司停駛指引下要求葉離開車廂，期間葉向車務督察表示已有被公司解僱的準備。而站內亦派駐車務督察在車內勸喻其他車長照常工作，結果其他車長如常開車接客，並在警方引領下改由入口駛離總站。
經過一輪擾攘後，葉蔚琳決定收拾物品下車，九巴荔枝角車廠車務主任上車準備接收巴士，到場聲援的休班車長輪流隨即留守車頭及車尾，以免巴士被駛走，立法會議員譚文豪和被取消議員資格的劉小麗亦到場了解事件。隨後一同會見傳媒，主要向九巴提出取消評核獎金制度及與管理層、運輸署對話等訴求。
有消息引述車務督察資料指，尖沙咀東（麼地道）巴士總站、美孚總站外的落橋位、沙田市中心巴士總站及葵盛（中）巴士總站均有巴士參與工業行動，但有網民回應指當時在場未見有事發生。而其中一名往後因參與該次工業行動而被九巴解僱的女車長黃燕如，則是在駕駛69X線往天瑞期間，在天水圍公園停車響應工業行動。
持續數小時的工業行動後，眼見其他車長未有跟隨罷駛，未能向資方作出施壓，葉蔚琳向傳媒承認該次行動不算成功，但認為已經盡力一試，對獲大多數市民支持感到榮幸。葉預期自己將會被解僱，打算領取綜援。葉初時曾聲言到香港禮賓府外通宵靜坐抗議，最終九巴車廠總經理彭樹雄到場答允與聯盟代表會面，葉隨即宣布工業行動暫告一段落。

### 行動失敗 爭取對話
事件發生後翌日（2月25日），「月薪車長大聯盟」發起人葉蔚琳被九巴安排留廠候命，惹來秋後算帳的質疑。葉隨後向傳媒澄清沒有被停職。而九巴發言人回應表示，有見葉蔚琳昨天奔波勞碌，比較疲累，故要求她「留廠」休息，並會視作值勤，如常發薪。九巴董事總經理李澤昌當晚向全體員工發出內部通告，表示感謝同事緊守崗位，認為新方案將安全駕駛及良好服務獎勵金撥入底薪是回應員工多年來的訴求。而九巴為新方案而額外開支1.6億元，強調並非年度加薪，亦不是「語言偽術」及「數字遊戲」。李澤昌又指公司重視員工溝通及明白前線員工壓力，建議員工如有訴求，應直接聯絡主管及人力資源部提出，並會繼續改善工作環境。
2月26日，葉蔚琳早上出席電台節目時，表示不擔心被解僱，認為行動值得，會承擔後果。同時為早前發起停駛工業行動帶來的不便，向市民鞠躬致歉。隨後電台主持安排葉與九巴傳訊部副主管林子豪透過電話直接對話，惟雙方態度仍然強硬。林子豪表示當晚實際僅得數名車長參與行動，但事件影響可以相當大，九巴作為負責任的機構不可坐視不理，會以專業公正態度處理，確保類似事件不會重演。林續指3月1日生效的新方案為推動薪酬調整節奏，認為葉不能與6月的恆常薪酬調整相提並論，並重申李澤昌在內部通告提及的相關觀點，若有車長不同意或不接受薪酬改革方案，可在3月生效前提出不過渡至新合約。當提及原訂在下午舉行的會面時，林子豪強調九巴只按一貫勞資協商機制與個別員工會面，並不承認與月薪車長大聯盟組織會面。葉蔚琳聞言後情緒激動，對林的回應感到失望，決定不會出席會面，九巴則回應指會如期下午4時在公司等候對方。
葉蔚琳在同日下午再前往九巴九龍灣車廠發起靜坐行動，要求公司回應其三個訴求，包括取消評核制度、政府與九巴盡快制訂方案化解司機與乘客之間糾紛，以及令2004年後入職車長有發聲機會，葉續稱如星期二凌晨2時資方仍未回應，就會將行動升級。傍晚6時許，九巴派員相約會面，葉自稱以月薪車長大聯盟發起人身份與另一名車長赴約見面，雙方同意安排。
晚上近10時，雙方正式舉行會談，九巴荔枝角車廠襄理、人力資源經理及傳訊及公共事務部副主管林子豪代表資方，勞方則派出大聯盟發言人葉蔚琳及陳姓車長會面。約一小時後，葉向傳媒透露會面氣氛愉快、友好，已向公司高層提出三點訴求，均獲得九巴正面回應，宣佈暫停所有工業行動，並再次就工業行動向公眾致歉，同時感謝同事、廣大市民支持及鼓勵，認為真心及熱誠是行動成功關鍵。與會代表之一林子豪表示，事前已要求葉須以員工身分見面，而對方亦接受有關條件。林重申，員工有渠道表達意見，希望不會再出現任何影響市民及巴士運作的情況。
九巴於雙方會面後發表聲明，重申九巴3位代表，與兩位前線同事面談期間，氣氛融洽。九巴重申，月薪車長的年度獎金，須按員工表現評核而發放，並得悉年度獎金不應與員工評核表現掛勾。九巴指其他員工亦已表達過同類意見，將展開每年薪酬調整磋商時一併考慮。至於有關車長與乘客的關係，九巴明白前線車長的壓力，一直高度重視有關車長受滋擾，公司法律部會全力支援車長，將與政府相關部門及警方尋求方案。最後公司強調對所有員工一視同仁，關乎員工福利的問題，任何同事都可按既有渠道表達意見，公司都會聆聽。

## 後期行動

### 秋後算帳 解僱多人
月薪車長大聯盟在3月1日宣佈，已召集7人成為理事，符合法例要求，將會向勞工處職工會登記局登記成為正式工會。新聞稿指工會將以月薪車長為核心，繼續向九巴爭取訴求，而口號暫定為「車長權益，日日爭取」，標誌設計與九巴標誌相若。
大聯盟召集人葉蔚琳及其丈夫劉卓恆在事件後曾向九巴請假三天，當3月2日復工起一直被九巴安排只坐在荔枝角車廠，編更組並沒有為兩人編排任何3月的工作更份。劉卓恆指，此情形或多或少與罷駛事件有關，對公司做法感到忐忑不安。葉蔚琳則已預料要為行動承擔，冀盡快重新駕駛巴士接載市民。
與此同時，九巴車廠總經理彭樹雄聯同各車廠襄理，於3月5日至3月8日展開馬拉松式員工大會，到訪九巴各車廠派更組及機場（地面運輸中心）站長室，藉此了解車長對薪酬福利訴求，暗中向車長及多個工會「摸底」。高層從中得悉大聯盟支持度有限，實際可動員的僅約30人，隨即展開解僱行動。3月6日，九巴派出人事部職員向四名參與停駛車長（葉蔚琳、其丈夫劉卓恆、黃燕如及李偉權）發出「終止僱用通知」信件，指有關員工於執行駕駛職務時，擅自離開工作崗位或停駛，對乘客安全構成威脅，亦對其他道路使用者產生危險。九巴決定採取紀律處分，引用《僱傭條例》第七條解僱涉事員工，並提供7日代通知金及補償，由3月7日起生效。其中李偉權在不知所措下簽署解僱信，而葉蔚琳、劉卓恆及黃燕如均拒絕簽署。
劉卓恆事後向提供一段與九巴人事部職員對話錄音，職員解釋劉罷工當日，當值時將巴士擺放於路面中間，棄車不顧，對乘客及其他道路使用者構成非常大的危險及安全問題，嚴重違反九巴守則及紀律，公司決定解僱。但劉拒絕簽收，並質問職員是否因參與工業行動而解僱，對方稱不評論當日事件是否工業行動，強調劉的行為嚴重違規
，而葉蔚琳回應被解僱事件時，指自己做了要做的事，得到很多人支持而感到高興，並指自己問心無愧，就算不是九巴員工，亦會繼續為同事爭取，已經沒有擔心及遺憾。

其中一名被解僱車長黃燕如憶述，當日在紅磡碼頭準備駕駛第一轉巴士時，站長指她駕駛的巴士需要維修，着她在車上等候，其間突然有一男一女上車，指黃已被解僱，要求交出員工證。黃立即致電工會求助，並拒絕簽收解僱信及交出員工證。事件擾攘半小時，黃才獲准落車離開。而李偉權則在屯門準備開車時，突然有人上車要求他簽署解僱信及交出職員證，惟他當時感到不知所措，遂交出職員證及簽署文件。黃及李事後向所屬工會求助，認為受到九巴職員恐嚇，在3月7日向警方報案求助。

### 抗議解僱 九巴屈服
九巴Facebook專頁在3月6日發表「九巴仔日常」四格漫畫帖文，內容大意是指希望市民體諒前綫員工辛勞工作。圖中市民向身穿站務助理制服的九巴仔說「近排辛苦喇，停低休息吓啦」的情節，被廣泛認為有影射九巴解僱涉事員工之嫌。故發帖不足5分鐘，該貼文已累積多達300個「嬲嬲」，網民留言狠批九巴是「無良企業」。
一批市民、車長和政黨人士得悉事件後，在3月7日凌晨12時30分開始在荔枝角車廠門外靜坐，聲援被解僱車長，九巴派出多名車務督察包圍車廠入口，以免示威人士衝入車廠影響運作。車廠出入口擠滿多名聲援人士，導致回廠巴士大受影響，交通嚴重擠塞。車廠需暫停入油工作並將受影響巴士停泊在九巴月輪街車廠，同時安排專車接送下班司機。
凌晨12時47分，九巴傳訊部副主管林子豪會見傳媒時指，車務總監梁健宏及企業策劃及業務發展總經理蘇偉基希望與4名被解僱車長會面。雙方安排在凌晨2時開始會晤，葉蔚琳事後向傳媒透露4名車長可取回職員證，並暫緩終止僱員合約，各人將繼續受薪，但並不代表復職。葉表示，會就九巴一事諮詢法律意見，並會聯絡其他九巴工會商討後續行動，她強調已向勞工處申請將「月薪車長大聯盟」成為工會，認為會有法例保障罷工問題。
3月7日早上，葉蔚琳再向行政長官林鄭月娥發公開信，對九巴惡意無理解僱、秋後算帳早前罷工的員工，表示極度不滿。認為政府不能視若無睹，促請特首要求勞工及福利局局長、勞工處處長親自處理事件，協助被解僱員工復職，調停糾紛及調查九巴是否違反僱傭條例和其他保障工人的法例。林鄭月娥同日回應事件，指事件屬勞資糾紛，其雖尚未完全掌握事件，亦認為資方處理上有改善空間，她又指勞工處已接觸勞資雙方，政府亦樂意介入和調停事件。

### 車長復工 等候上訴
葉蔚琳與其丈夫劉卓恆在3月8日返回荔枝角車廠領取職員證，公司暫時仍然安排兩人留廠候命。兩人步出車廠，向傳媒展示證件，葉指獲安排重新上班心情愉快，認為公司在過去兩日來，迅速作出妥善安排，更認為總經理蘇偉基有誠意解決問題，相信公司會盡快解決問題。她又表示會繼續組織月薪車長大聯盟，對行動「問心無愧，蓋棺時都死而無憾」。
同日下午4時半，九巴僱員工會於樂富總站舉行記者招待會，交代九巴對另外2名被解僱的車長黃燕如及李偉權的進一步安排。該會主席郭志誠會見傳媒時表示，資方分別曾於3月7日及3月8日早上11時接見該兩名車長，並安排二人於3月9日重返崗位，同時歸還李偉權早前被沒收的職員證。郭稱，黃燕如在其陪同下與九巴人力資源部經理柯小姐會晤，談及復工的問題。郭表示兩名車長已跟公司達成「獲無條件復工」協議，黃在會面過程中亦有錄音。郭形容，當時公司與黃燕如會面時的態度是積極和有誠意。
然而，九巴傳訊及公共事務部副主管林子豪回覆傳媒查詢時指出，4名車長復工的安排並非「無條件復工」，因目前仍在進行上訴覆檢程序。郭志誠獲悉情況後表示九巴僱員工會不接受公司的暫緩解僱安排。郭揚言，若公司決定繼續反覆無常，不排除會再有進一步行動。
3月9日，葉蔚琳與劉卓恆下午5時透過短訊向傳媒表示已獲派更，恢復駕駛234X線。葉透露，復工除了收到大量同事、親友傳來支持打氣短訊外，最感動是有個別九巴高層暗地向她表示支持。內容大意是九巴雖然對葉發起一連串工業行動採取反對態度，但一部分高層會認真考慮葉的訴求，會逐步推動改善車長工作待遇政策，葉表示「證明我們基層車長的聲音，真的會有人聽到，這才是最令人開心的事。」